# Municipio de Kopomá
El municipio de Kopomá es uno de los 106 municipios del estado mexicano de Yucatán. Su cabecera municipal es la localidad homónima de Kopomá. Según el censo de 2020, tiene una población de 2.677 habitantes.

## Toponimia
El nombre del municipio, Kopomá, significa en lengua maya "aquí no se hunde", por derivarse de los vocablos Kopo, contracción de Xcopol, que significa hundir, y Ma, negación, no. Otra versión es que el término Kopomá quiere decir "agua en hondonada", ya que la partícula A final, podría significar agua.

## Colindancia
Colinda con los siguientes municipios: al norte con Chocholá, al sur con Opichén y Maxcanú,  al oriente con Abalá y Umán y al poniente también con el municipio de Maxcanú.

## Datos históricos
- Aparece en 1734 como encomienda a cargo de José Pardio.
- El crecimiento de la población empieza a partir de 1821 cuando Yucatán se declara independiente de España.
- 1825: Kopomá forma parte del partido de Camino Real.
- 1935: Kopomá se vuelve municipio libre.

## Economía
El municipio forma parte de la denominada zona henequenera de Yucatán. Su actividad principal por muchos años fue el cultivo del henequén. A partir de la declinación de la actividad, Kopomá junto con los otros municipios de la región han diversificado su actividad productiva.
El maíz, el frijol, la sandía, el chile, los cítricos y los frutales son cultivados en el municipio.
También hay actividad pecuaria: se crían bovinos y se practica la avicultura. Hay algunas industrias de transformación en el municipio: una fábrica de mosaicos, el urdido de hamacas y la confección de ropa.
La apicultura complementa la economía municipal.

## Atractivos turísticos
- Monumentos Históricos:
  - En la cabecera existe un templo en que se venera a la virgen de la Asunción, de la época colonial.
  - Exhacienda San Bernardo, que contiene un museo.
- Fiestas populares:
  - El 15 de mayo se realiza la fiesta tradicional en honor al santo patrono, San Isidro Labrador. El festejo incluye procesiones y vaquerías.